# Чемпіонат світу з водних видів спорту 2017
Чемпіонат світу з водних видів спорту 2017 року (також Акватика-2017) — 17-й за ліком чемпіонат під егідою Міжнародної федерації плавання (FINA), який пройшов у Будапешті (Угорщина) з 14 по 30 липня 2017 року.

## Вибори місця проведення
15 липня 2011 року на Генеральному конгресі FINA в Шанхаї місцем проведення чемпіонату було обрано Гвадалахару (Мексика). Незадовго до голосування Гуанчжоу (Китай) і Монреаль (Канада) зняли свої заявки і єдиним конкурентом залишався Гонконг. 
У лютому 2015 року Мексика відмовилася від проведення чемпіонатів світу через фінансові причини (витрати на організацію чемпіонату світу становили б $100 млн). 11 березня 2015 оголошено, що чемпіонат відбудеться в Будапешті, який висував свою кандидатуру на чемпіонат світу 2021 року.

## Спортивні об'єкти
Одним з основних об'єктів є 50-метровий плавальний басейн олімпійського формату - Національний плавальний басейн їм. Альфреда Хайоша (угор. Hajós Alfréd Nemzeti Sportuszoda), який розташований в центрі Будапешта. Тут вже проводилися такі змагання, як чемпіонат Європи з плавання 2006 і 2010 року. Але комплекс, що функціонує від 1950-х років, уже застарів. Його максимальна місткість становить 7000 осіб. Тому було ухвалено рішення про зведення нового міжнародного плавального центру – «Dagály Swimming Complex», який буде відповідати всім вимогам для масштабних спортивних подій. 
Dagály Swimming Complex побудовано на березі Дунаю за півтора року і відкрито 19 квітня 2017 року. Це найбільший водно-спортивний центр Угорщини і один з найбільших у Східній Європі. Комплекс містить три 50-метрових басейни, два з яких слугуватимуть для змагань і один – для розминок. День відкриття був приурочений до старту чемпіонату Угорщини з плавання та водного поло. Під час чемпіонату світу тут також будуть проводитися змагання з синхронного плавання та стрибків у воду.
Також планується використовувати комплекс Margaret Island, в якому 4 басейни (два 50-метрових і два 33-метрових).
Озеро Балатон прийме майстрів хай-дайвінгу і плавання на відкритій воді.

## Календар змагання
Загалом розіграно 76 медалей у шести дисциплінах.
| ● | Церемонія відкриття | ● | Відбіркові змагання | ● | Фінали | ● | Церемонія закриття | Ч | Чоловічі матчі | Ж | Жіночі матчі |

| Липень                     | 14 | 15 | 16 | 17 | 18 | 19 | 20 | 21 | 22 | 23 | 24 | 25 | 26 | 27 | 28 | 29 | 30 |
| -------------------------- | -- | -- | -- | -- | -- | -- | -- | -- | -- | -- | -- | -- | -- | -- | -- | -- | -- |
| Церемонії                  | ●  |    |    |    |    |    |    |    |    |    |    |    |    |    |    |    | ●  |
| Плавання                   |    |    |    |    |    |    |    |    |    | ●  | ●  | ●  | ●  | ●  | ●  | ●  | ●  |
| Плавання на відкритій воді |    | ●  | ●  | ●  | ●  |    | ●  |    | ●  |    |    |    |    |    |    |    |    |
| Синхронне плавання         | ●  | ●  | ●  | ●  | ●  | ●  | ●  | ●  | ●  |    |    |    |    |    |    |    |    |
| Стрибки у воду             | ●  | ●  | ●  | ●  | ●  | ●  | ●  | ●  | ●  |    |    |    |    |    |    |    |    |
| Хай-дайвінг                |    |    |    |    |    |    |    |    |    |    |    |    |    |    | ●  | ●  | ●  |
| Водне поло                 |    |    | Ж  | Ч  | Ж  | Ч  | Ж  | Ч  | Ж  | Ч  | Ж  | Ч  | Ж  | Ч  | Ж  | Ч  |    |

## Таблиця медалей
*   Команда господарів
| Місце  | Країна          | Золото | Срібло | Бронза | Загалом |
| ------ | --------------- | ------ | ------ | ------ | ------- |
| 1      | США             | 21     | 12     | 13     | 46      |
| 2      | Китай           | 12     | 12     | 6      | 30      |
| 3      | Росія           | 11     | 6      | 8      | 25      |
| 4      | Франція         | 6      | 1      | 2      | 9       |
| 5      | Велика Британія | 5      | 3      | 3      | 11      |
| 6      | Італія          | 4      | 3      | 9      | 16      |
| 7      | Австралія       | 3      | 5      | 4      | 12      |
| 8      | Швеція          | 3      | 1      | 0      | 4       |
| 9      | Угорщина        | 2      | 5      | 2      | 9       |
| 10     | Бразилія        | 2      | 4      | 2      | 8       |
| 11     | Іспанія         | 1      | 5      | 0      | 6       |
| 12     | Нідерланди      | 1      | 4      | 1      | 6       |
| 13     | Канада          | 1      | 1      | 5      | 7       |
| 14     | Малайзія        | 1      | 0      | 1      | 2       |
| 14     | ПАР             | 1      | 0      | 1      | 2       |
| 16     | Хорватія        | 1      | 0      | 0      | 1       |
| 17     | Японія          | 0      | 4      | 5      | 9       |
| 18     | Україна         | 0      | 2      | 7      | 9       |
| 19     | Німеччина       | 0      | 2      | 1      | 3       |
| 20     | Мексика         | 0      | 2      | 0      | 2       |
| 21     | Північна Корея  | 0      | 1      | 1      | 2       |
| 22     | Чехія           | 0      | 1      | 0      | 1       |
| 22     | Еквадор         | 0      | 1      | 0      | 1       |
| 22     | Польща          | 0      | 1      | 0      | 1       |
| 25     | Білорусь        | 0      | 0      | 2      | 2       |
| 26     | Данія           | 0      | 0      | 1      | 1       |
| 26     | Єгипет          | 0      | 0      | 1      | 1       |
| 26     | Сербія          | 0      | 0      | 1      | 1       |
| 26     | Сінгапур        | 0      | 0      | 1      | 1       |
| Всього | Всього          | 75     | 76     | 77     | 228     |